# 克朗 (汝拉省)
克朗（法語：Crans，法語發音：[kʁɑ̃] ⓘ）是法国汝拉省的一个市镇，属于隆斯勒索涅区。

## 地理
克朗（46°42'16"N, 5°58'21"E）面积9.03 平方千米，位于法国勃艮第-弗朗什-孔泰大區汝拉省，该省份为法国东部内陆省份，北起上索恩省，西北接科多尔省，西临索恩-卢瓦尔省，南至安省，东与杜省和瑞士接壤。
与克朗接壤的市镇（或旧市镇、城区）包括：锡亚姆、莱沙莱姆、莱普朗什昂蒙塔涅、锡罗。
克朗的时区为UTC+01:00、UTC+02:00（夏令时）。

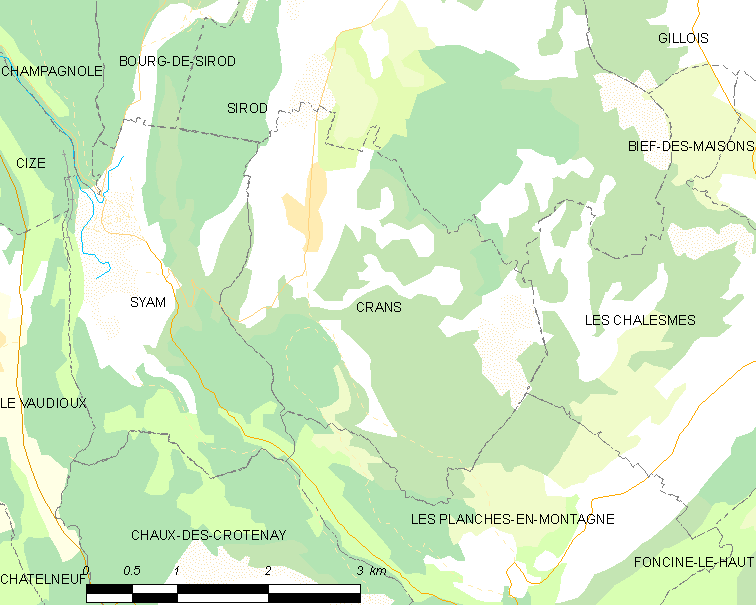
克朗的OSM定位图

## 行政
克朗的邮政编码为39300，INSEE市镇编码为39178。

## 政治
克朗所属的省级选区为圣洛朗昂格朗沃县。

## 人口

1962-2008年间克朗人口变化图示

克朗于2022年1月1日时的人口数量为86人。